# Гомстед-Медоус-Норт (Техас)
Гомстед-Медоус-Норт (англ. Homestead Meadows North) — переписна місцевість (CDP) в США, в окрузі Ель-Пасо штату Техас. Населення — 5210 осіб (2020).

## Географія
Гомстед-Медоус-Норт розташований за координатами 31°50′54″ пн. ш. 106°10′14″ зх. д. / 31.84833° пн. ш. 106.17056° зх. д. (31.848277, -106.170683).  За даними Бюро перепису населення США в 2010 році переписна місцевість мала площу 40,44 км², уся площа — суходіл.

## Демографія
Згідно з переписом 2010 року, у переписній місцевості мешкали 5124 особи в 1440 домогосподарствах у складі 1210 родин. Густота населення становила 127 осіб/км².  Було 1570 помешкань (39/км²).
Расовий склад населення:
| - 89,9 % — білих - 0,7 % — корінних американців - 0,5 % — чорних або афроамериканців - 0,2 % — азіатів - 0,1 % — вихідців з тихоокеанських островів - 8,1 % — осіб інших рас |

До двох чи більше рас належало 0,5 %. Частка іспаномовних становила 89,5 % від усіх жителів.
За віковим діапазоном населення розподілялося таким чином: 33,1 % — особи молодші 18 років, 60,6 % — особи у віці 18—64 років, 6,3 % — особи у віці 65 років та старші. Медіана віку мешканця становила 29,9 року. На 100 осіб жіночої статі у переписній місцевості припадало 105,2 чоловіків;  на 100 жінок у віці від 18 років та старших — 97,9 чоловіків також старших 18 років.
Середній дохід на одне домашнє господарство  становив 46 855 доларів США (медіана — 33 712), а середній дохід на одну сім'ю — 50 177 доларів (медіана — 34 331). Медіана доходів становила 26 435 доларів для чоловіків та 25 577 доларів для жінок. За межею бідності перебувало 37,4 % осіб, у тому числі 55,7 % дітей у віці до 18 років та 7,5 % осіб у віці 65 років та старших.
Цивільне працевлаштоване населення становило 1536 осіб. Основні галузі зайнятості: будівництво — 22,5 %, освіта, охорона здоров'я та соціальна допомога — 19,5 %, роздрібна торгівля — 11,1 %, мистецтво, розваги та відпочинок — 9,4 %.